# Hans Christian Gram

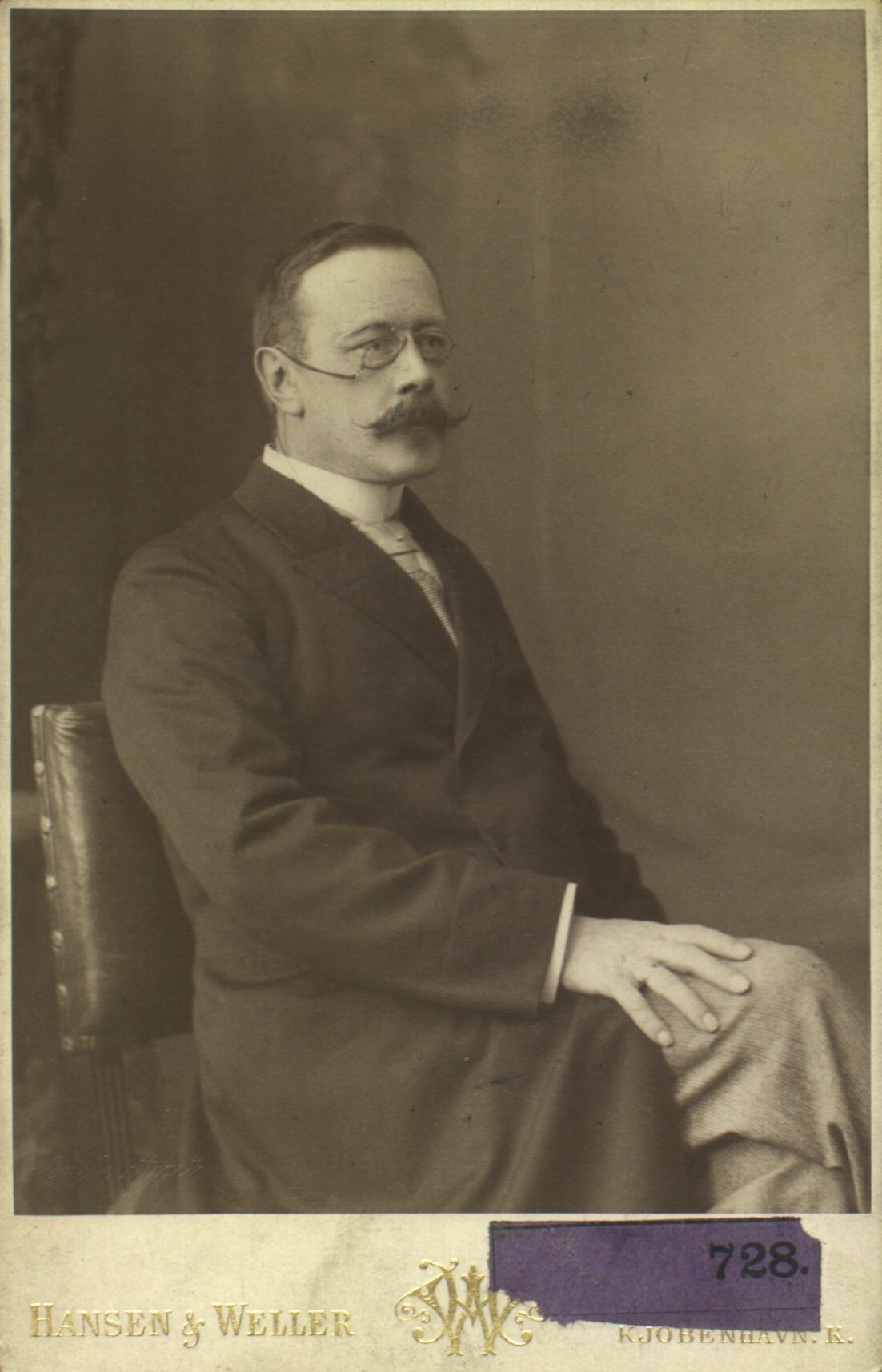
Hans Christian Gram

Hans Christian Joachim Gram (Kopenhagen, 13 september 1853 – aldaar, 14 november 1938) was een Deense bacterioloog en histoloog die de naar hem vernoemde Gram-kleuring van bacteriën uitvond.
Gram studeerde plantkunde en geneeskunde.
Van 1878 tot 1885 reisde hij door Europa. In 1884 ontwikkelde hij in Berlijn een methode om onderscheid te maken tussen twee klassen van bacteriën. Deze techniek, de Gram-kleuring, is nog steeds een standaardprocedure in de medische microbiologie. 
Vanaf 1891 doceerde Gram als hoogleraar farmacologie aan de Universiteit van Kopenhagen, vanaf 1900 had hij een professoraat in de geneeskunde aan dezelfde universiteit.
- Gemeinsame Normdatei: 11755328X
- International Standard Name Identifier: 0000 0000 7857 7353
- Nationale Bibliotheek van Tsjechië: xx0106219
- Nederlandse Thesaurus van Auteursnamen: 123502543
- Virtual International Authority File: 32776800
- WorldCat: E39PBJgXgDQhYBRCfhcHmCKWXd